# 下田温泉 (静岡県)
下田温泉（しもだおんせん）は、静岡県下田市（旧国伊豆国）市内にある温泉の総称。蓮台寺温泉、河内温泉、白浜温泉、観音温泉、相玉温泉の総称である。また、伊豆金山の一つである旧河津鉱山（蓮台寺金山）坑内から湧出する温泉もパイプラインによって、下田市内のホテル・旅館・公衆浴場に給湯されている。

## 泉質
- 蓮台寺温泉、河内温泉、白浜温泉
  - 単純温泉
- 観音温泉
  - 強アルカリ性単純温泉
    - PH9.5
- 相玉温泉
  - アルカリ性単純温泉
    - PH8.6 - 9.2

## 温泉街
観音温泉と相玉温泉はそれぞれ一軒宿である。河内温泉には二軒の宿が、蓮台寺、白浜にはそれぞれ温泉街が形成されている。
河内温泉金谷旅館の千人風呂が有名である。日本一の大きさを誇る檜風呂であるといわれる。
共同浴場は、河内温泉には地元専用のものが1軒、白浜温泉に2軒存在する。

## 歴史
蓮台寺温泉は行基による開湯伝説がある。

## アクセス
- 鉄道 : 伊豆急行線蓮台寺駅、伊豆急下田駅など

## その他
温泉にまつわる文学作品、漫画には以下のものがある。
文学作品
漫画
- ハヤテのごとく!（原作：畑健二郎） - ヒロインの実家が所有する別邸が下田にあるという設定